# دوات إنت أوبت
دوات إنت أوبت أو تنتؤبت، هي ملكة مصرية قديمة غير حاكمة أو زوجة ملك عاشت خلال عهد الأسرة العشرين، وهي زوجة الملك رعمسيس الرابع، وأم الملك رعمسيس الخامس، وعلى الرغم من أن هوية زوجة الملك رعمسيس الرابع لم يتم ذكرها بوضوح في السجلات التاريخية المصرية، إلا أنها تعدّ المرشحة الأكثر احتمالية بفضيلة الألقاب الممنوحة لها والتي تم العثور عليها مدرجة في نقوش مقبرتها في وادي الملكات رقم (QV74).
وفي مجمع معابد الكرنك، تظهر متعبدة إلهية لآمون تدعى تنتؤبت مع الملك رعمسيس الثالث في معبد الإله خونسو. ومن المرجح أن تنتؤبت والملكة دوات إنت أوبت كانتا نفس الشخص، وأنها كانت ابنة الملك رعمسيس الثالث. وهذا من شأنه أن يجعلها شقيقةً، أو أختاً غير شقيقة، لزوجها.
وقد دفن خادمها الشخصي ومسؤول قصرها أمنحتب في المقبرة رقم TT346 في منطقة شيخ عبد القرنة.